# ترافيس جونسون
ترافيس جونسون (بالإنجليزية: Travis Johnson)‏ هو لاعب كرة قدم أمريكية أمريكي، ولد في 26 أبريل 1982 في شيرمان أوكس في الولايات المتحدة.

## وصلات خارجية
- ترافيس جونسون على موقع مرجع كرة القدم المحترفة.كوم (الإنجليزية)